# 达隆寺
达隆寺，又译“达龙寺”，藏语称“达隆贡巴”（藏語：སྟག་ལུང་དགོན་པ，威利转写：stag lung dgon pa，THL：Taklung Gönpa）位于西藏自治区拉萨市林周县旁多乡，是一座藏传佛教达隆噶举派寺院，也是达隆噶举派的祖寺。

## 简介
“达隆”为地名，旧译“达垄”、“达龙”、“答笼”、“打隆”等等。在西藏，称作“达隆”者有两个地方，一个在今西藏自治区拉萨市林周县境内，为彭波的达隆地方，一个在今西藏自治区山南地区浪卡子县境内。帕木竹巴·多吉杰布的弟子扎西华在今林周县境内的达隆地方创建了“达隆多吉典寺”，简称“达隆寺”。因位于拉萨以北，故又称“羌达隆寺”。由此发展的教派称“达隆噶举”，扎西华本人也因此而被称为“达隆塘巴”。 达隆噶举派是帕竹噶举派八小支中影响较大并且流传至今的教派之一。达隆噶举派有两大传承系统：彭波的达隆寺的达隆噶举称“达隆亚塘”，意为“上部达隆”；康区类乌齐寺的达隆噶举称“达隆玛塘”，即“下部达隆”。两寺创始人均出自噶斯家族，并且寺主之位以“温举”（家族子侄继承）的方式传承。
达隆寺位于拉萨市林周县境内，位于旁多乡的恰拉山麓。该寺全称“达隆塘寺”。达隆寺由达隆塘巴·扎西华于1180年（南宋淳熙七年）创建，弘传噶举派教法。达隆塘巴·扎西华的教授出自帕竹噶举派，但有独特之处，故从达隆寺传出的法门遂称为“达隆噶举派”。1276年（南宋景炎元年），又派僧人桑吉温到类乌齐地方创建类乌齐寺，成为该派在康区的主寺，称为“玛塘”（下塘），母寺达隆寺则被称为“亚塘”（上塘）。达隆寺规模庞大，《卫藏道场胜迹志》记载：“吉祥达隆塘寺内的佛教的圣迹遗物多至不可胜计。其中最主要的是在达隆塘巴大师的茅篷内有曾经开口显过圣的神像。大殿上层有仲敦巴大师像，像上的头发还在生长。如是等等非常神奇之物难以细数。”
达隆塘巴·扎西华（1142年－1210年）出生在羊学崩热登，属于扎斯征波家族的鲁格支系。18岁出家，由噶登·喇岗巴·喜饶多吉为其做亲教师，察敦·阁芒哇为其做轨范师，后来他依格西扎贡巴学习《入行论》、《集学论》等噶当派教法，到塘嘉、党赛、觉木塘等地闻法。24岁，到山南拜帕木竹巴·多吉杰布为师，学习噶举派教法六年。1170年，帕木竹巴圆寂后，他又赴墨竹工卡，随噶当派的恰喀巴学法。他请香雪玛巴做亲教师、玛巴仲塘巴做轨范师、香敦阁弥巴做屏教师而受比丘戒，对噶当派、噶举派教法均有深入了解。1180年（藏历金鸡年），他被达、哲、绒头人迎请至达隆地方，兴建了达隆寺，被尊称为“达隆塘巴”。达隆寺建成后，达隆塘巴一直住在该寺弘法三十年；该寺聚集了许多僧众，到他示寂时已有僧众三千人。他多次将贡物及经书送到其老师帕木竹巴·多吉杰布建立的丹萨替寺，但这些物品都被他的师弟积贡巴夺去。从此，他心情郁闷，于1210年（藏历第四饶迥金马年）圆寂，享年69岁。1204年，蒙古阔端的将领多达进藏之后，报告阔端说：“藏地噶当派的寺庙最多，达隆派的僧人最有德行，直贡派的京俄法力最大，萨迦班智达的学问最大。”可见达隆噶举派当时的声望。
达隆塘巴当时被视为“最有德行”的高僧，在藏北地区声望很高。达隆塘巴圆寂后，由其侄子古雅哇·仁钦贡波（1191年－1236年）继任达隆寺的堪布。仁钦贡波11岁出家为僧，13岁在达隆寺拜达隆塘巴为师。20岁时，达隆塘巴圆寂，他继任该寺堪布。在任期间，他在该寺先造了一座大约1肘高的银塔，继而又造了一座大银塔，在该塔的日坛（塔颈）中供奉用17两黄金铸造的帕木竹巴大师像；此外，他又建造灵塔两座，在带有银伞盖的日坛银斗内供奉达隆塘巴大师像；他还建造了达隆塘巴的大银像。由于达隆寺内收藏的佛像、佛经很多，所以1228年他主持兴建了一座宏伟的大殿。同时，他还修葺了僧舍，使僧人由700人发展至2800人。仁钦贡波以契约的形式使农户为其服劳役。根据史书记载，他在很短的时期内便把他辖区内的居民从82人增加至5000人。

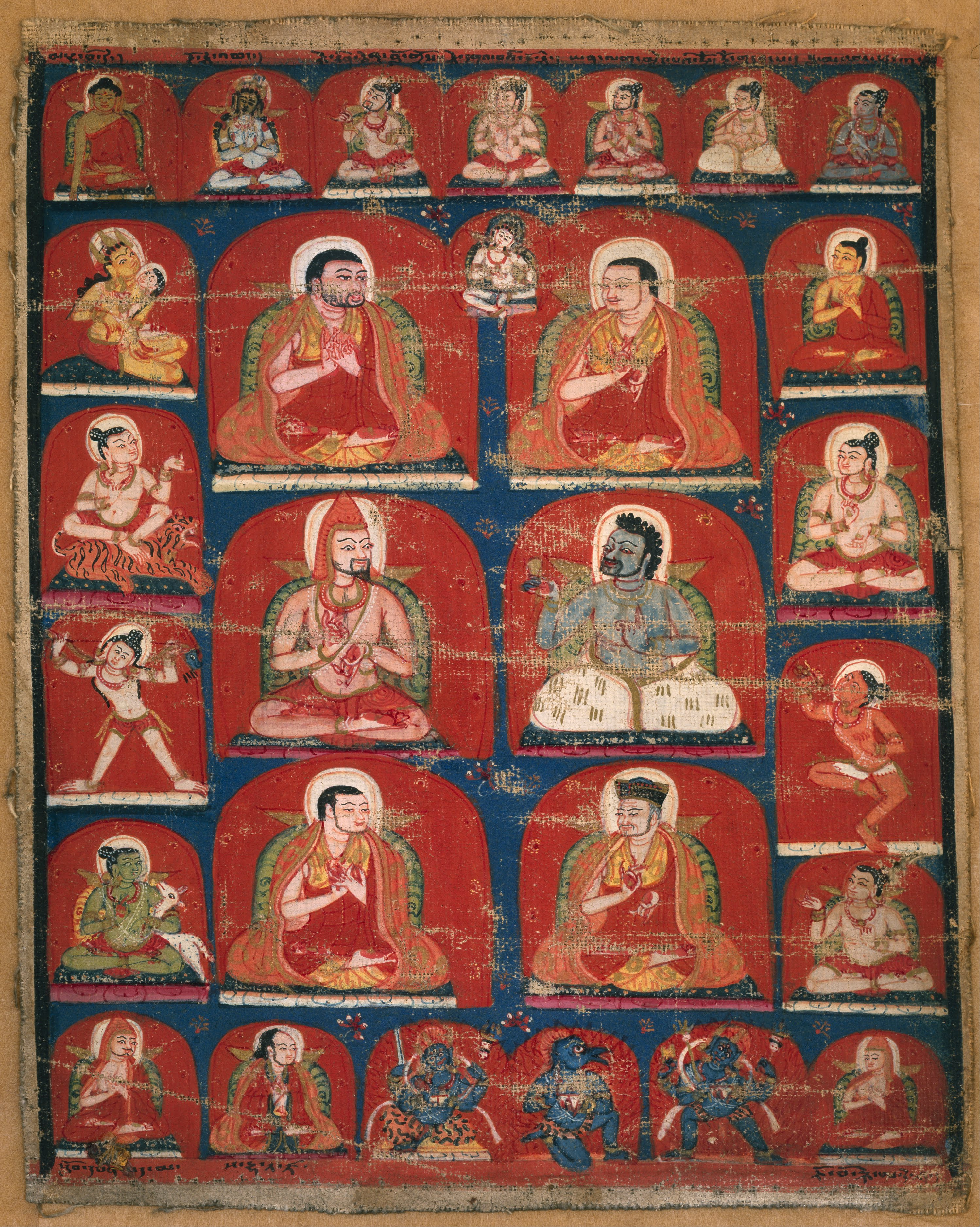
达隆噶举派祖师像，作于约14世纪，收藏于魯賓藝術博物館）。画面中间为达隆噶举派的六位祖师。

达隆寺第三任堪布桑杰雅军喜绕喇嘛（1203年－1272年），终生深居简出，曾经详细制订达隆寺寺规。相传，元朝八思巴国师从元大都返回萨迦时，途经达隆寺，他曾出寺迎接，二人行碰头礼，这显示了达隆寺当时社会影响之高。据说，当时喜铙喇嘛还将侄子茫噶拉古如（1231年－1297年）托付给八思巴照管。 他圆寂后，他的另一位侄子，也是其弟子桑吉温（1231年－1294年）继任达隆寺堪布，但是，茫嘎拉古如在八思巴支持下取得了堪布一职，桑吉温不再任堪布。於是，茫噶拉古如成为达隆寺的第四任堪布。
据藏史记载，达隆寺是元朝忽必烈封的十三万户之一。但是，《新红史》认为达隆巴不属於十三万户，蒙元之际也并未获得过职事（见《新红史》“达垅巴”一节，西藏人民出版社，1987年，第72页）。该问题有待进一步研究。
达隆寺第九任堪布扎西贝孜（1359年－1424年）曾被明朝永乐帝封为国师，并赐银印诰命。1376年，18岁任堪布。20岁时赴拉萨，受到蔡巴司徒格隆哇等人的热烈欢迎。据藏史记载，扎西贝孜与宗喀巴是同时代的人物，其先祖之孙法王扎西贝约巴（1408年）为达隆寺的座主，曾经听宗喀巴说法。由於他负责兴建了仁钦查寺，所以与噶当派关系较密切。达隆寺在却杰仁波切阿旺查巴贝桑波任寺主时，获得很大发展。到15世纪后期，达隆寺仍然以戒行精严而在藏区著称，历任堪布均能遵循“重法守戒”的该寺传统，与当时其他教派寺院戒律松驰的情况形成鲜明对比。
1273年桑吉温退位达隆寺堪布以后，形成了达隆噶举派另一大道場，即昌都的类乌齐寺。据传说，桑吉温离开达隆寺时，带走了达隆寺的两件圣物：一是米拉日巴的遗骨，二是米拉日巴生前穿过的鞋（也有的说是手杖与勺子）。到康区之后，藏历阳火鼠年（1276年），桑吉温26岁时，在今昌都类乌齐地方，兴建了类乌齐寺。类乌齐寺成为达隆噶举派在康区的主寺。
达隆噶举派的两个主寺达隆寺、类乌齐寺各有僧人三、四千人。此后数百年间，类乌齐寺遂渐发展为昌都地区最大的寺院。后来，达隆寺和类乌齐寺的寺主都改用活佛转世制度。达隆寺主要有两个活佛系统：一是达隆玛仓活佛，该系统将第一世推到13世纪（即古页仁钦贡）；另一个是达隆孜珠活佛，该系统第一世约始於17世纪。意大利藏学家毕达克则在《西藏的贵族和政府》中记载：“达隆寺有三个活佛住持，一个是夏仲活佛，另一个是玛活佛，再一个是孜珠活佛。任何一个住持出缺，都由出家的多卡哇家族的男性孩童补上。”（多卡哇家族即“朵喀家族”）类乌齐寺也有两个活佛系统，约起始於17至18世纪。后来，前藏、后藏、康区的达隆噶举派属寺发展很多，出了许多高僧。达隆噶举派的本派法要有《三十九本事》等等。18世纪以后，达隆噶举派遂渐衰落。
1679年，达隆巴内部因争夺达隆寺权力而发生内讧，丧失了其曾经管辖地域的所有权，甚至连达隆寺住持的地位也遭夺走。直到朵喀·次仁旺杰因功被清朝皇帝和七世达赖及噶厦封为噶伦，被称为“噶伦霞中”，朵喀家族才复苏。朵喀家族除了朵喀谿卡外，在拉萨、潘坡等地也拥有大量庄园。
21世纪初，达隆寺寺主为中国佛教协会西藏分会副秘书长孜珠·丁真维色。